# Schorfheide-Chorin bioszféra-rezervátum

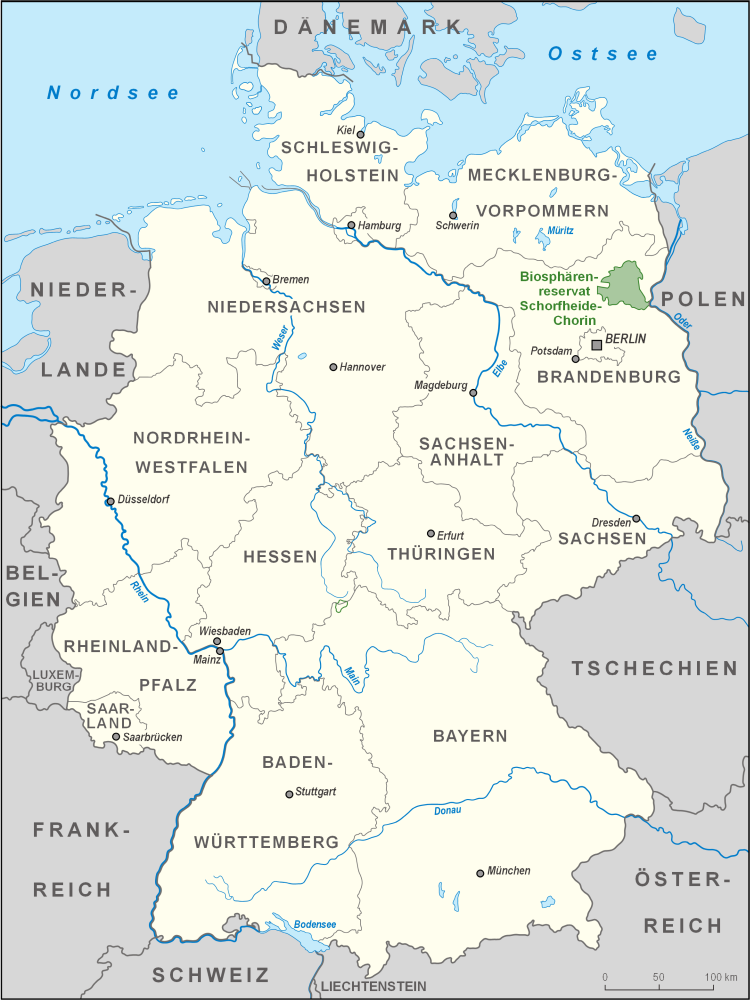
Schorfheide - Chorin Bioszféra-rezervátum

A Schorfheide-Chorin bioszféra-rezervátum (rövidített nevén: Schorfheide), a németországi Brandenburgban található, közel a lengyel határhoz. 1990. október 1-jén jött létre, a német újraegyesítés után, az UNESCO Ember és Bioszféra-rezervátum Program védelme alatt. 1291 négyzetkilométert foglal magába, Barnim, Uckermark Oderland és Oberhavel területeken (német kerületek). Jelentős városok: Eberswalde, Joachimsthal és Friedrichswalde. Fő területe a Schorfheide erdő, amely Németország egyik legnagyobb kohéziós erdeje.

## Története

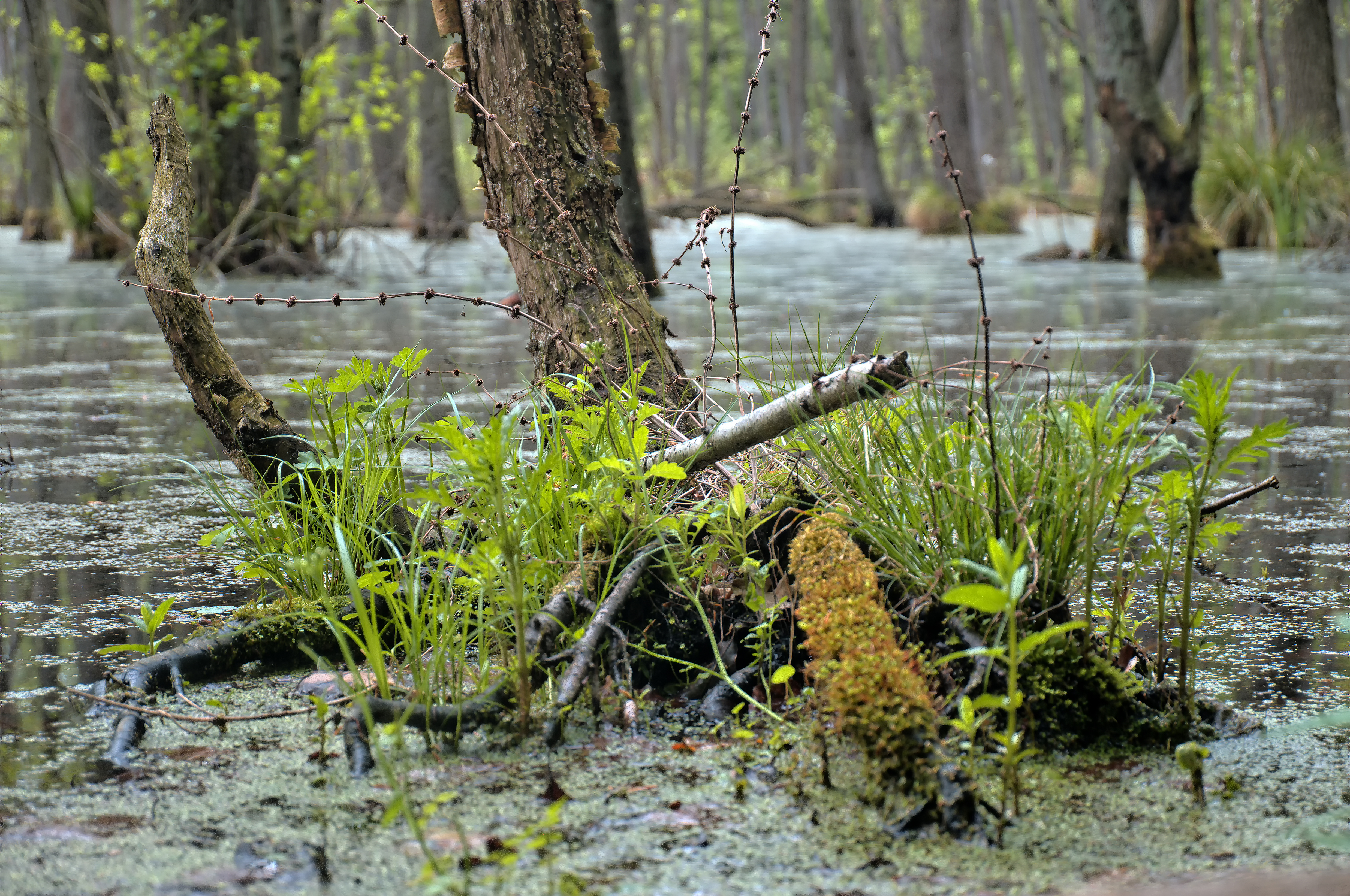

A Schorfheide-Chorin bioszféra-rezervátum vidéke évszázados emberi használat és gazdálkodás eredménye. A bioszféra-rezervátum az ember alkotta kultúrtájat is jelenti, ahol a történelem egyedülálló nyomai láthatók. Az egykori menedékvárak és kultikus helyek kör alakú falai, a földesúri falvak a maguk uradalmaival és pompás gazdasági udvaraikkal, továbbá az erdei falvak visszafogott favázas házaikkal találhatók itt. A híres Chorin kolostor az észak-németországi vöröstéglás gótika jelképe. A Grimnitz és Greiffenberg vár romjai a történelem lenyűgöző tanúi.
A korai középkortól egészen a harmincéves háború időszakáig a terület a Chorin kolostor területéhez tartozott. Az erdők nagy része érintetlen maradt. A bioszféra-rezervátum címet 1990-ben ítélték a területnek oda, Lothar de Maizière kezdeményezését követően.

## Geológia
A táj mai formája az utolsó jégkorszak után alakult ki, mikor a gleccserek 10 000-15 000 évvel ezelőtti elolvadásuk után gazdagon tagolt tájat hagytak hátra, amely a jégkorszak valóságos tankönyvének számít. A rezervátum területe ma egy kultúrtáj, kiterjedt erdőségekkel (amelyek többségét tölgyek vagy fenyők uralják), tavakkal (leginkább Werbellinsee, Grimnitzsee és Parsteini tó) és mocsarakkal, mint a Heathlands. A Schorfheide egyes részei őserdőként maradtak fenn. A rezervátumot a Ragöse folyó keresztezi.

## Leírása
A csendes, ritkán lakott vidék, a kiterjedt erdők és nyílt területek váltakozása a szerkezetgazdag tájjal együtt kiváló életfeltételeket biztosít az itt élő sokféle növény és állat számára. A vizek sokasága élőhelyet jelent sok - Németországban ritkának számító - fajnak. A hódok és a vidrák a teljes védett területen elterjedtek. A Németországban előforduló 22 denevérfaj közül 16 megtalálható a bioszféra-rezervátumban.
A rezervátum sok erdei állat (például szarvasok és vaddisznók) otthona, valamint a Németországban máshol veszélyeztetett állatok, mint a hódok, a vidrák és a teknősök is megtalálhatók itt. A vizes élőhelyek miatt a terület fontos tenyésztési és pihenőhelyként szolgál a madarak - például a fehér farkú sasok és daruk - számára is.
Természetvédelem szempontjából nagy jelentőséggel bírnak a régi erdőterületek, többségében tölgyerdők. Egyes erdők több száz tölgyből állnak, melyek mindegyike 250 évnél idősebb. A tartalékterület 10 százalékát számos apró mocsár foglalja el, amelyek többségét mára már lecsapolták.
A Grumsini Erdő bioszféra rezervátumát 2011. június 25-én adták hozzá az UNESCO Világörökség listájához.

## Galéria

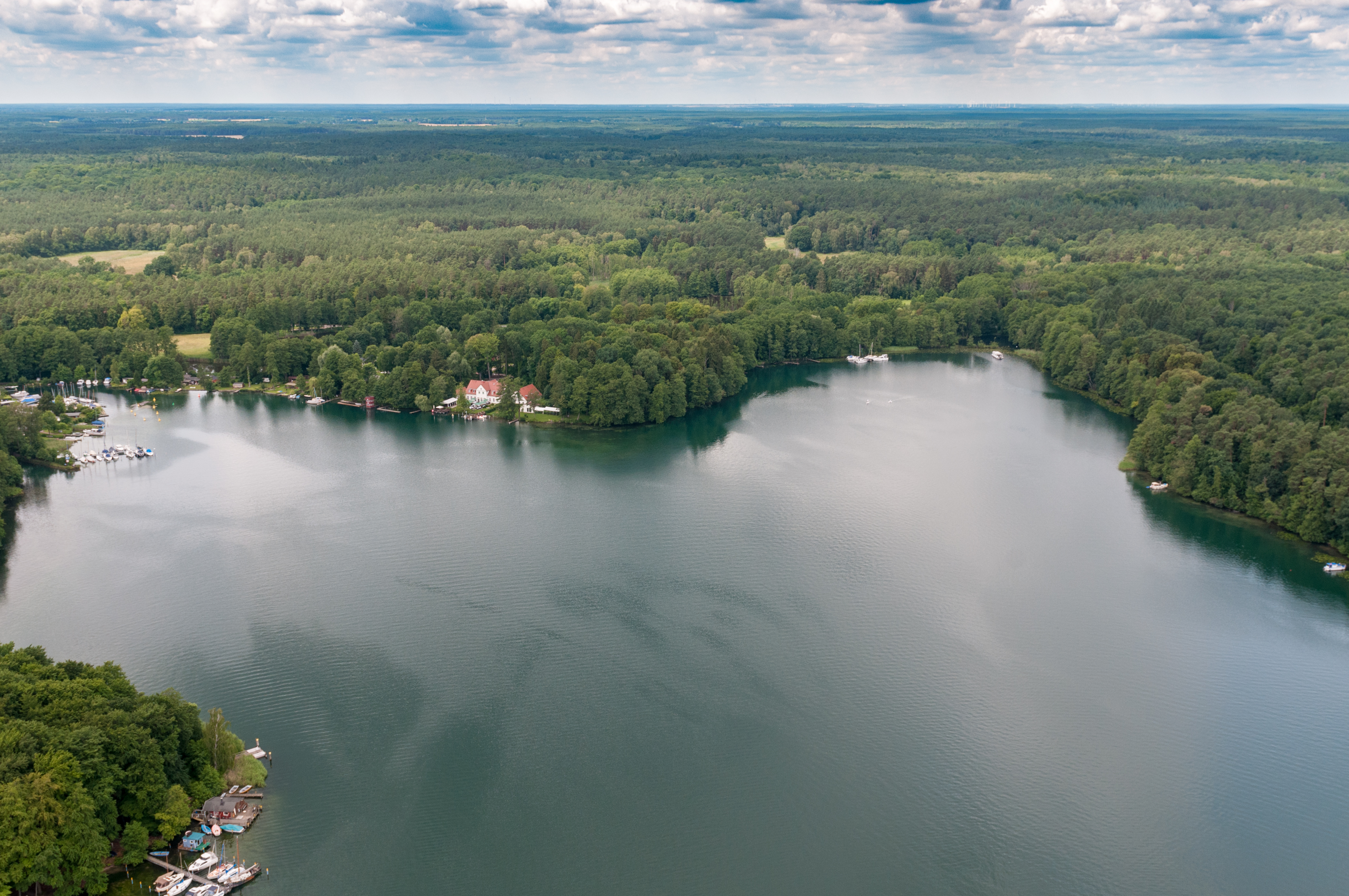
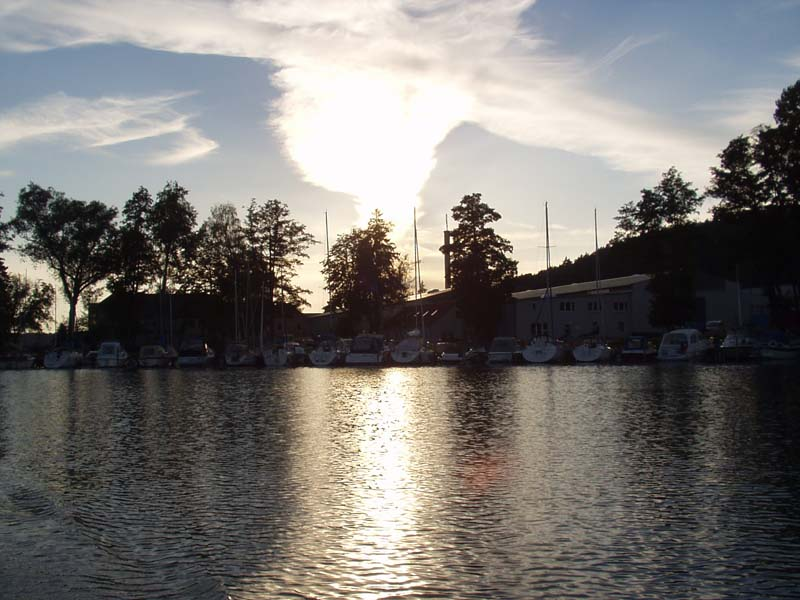
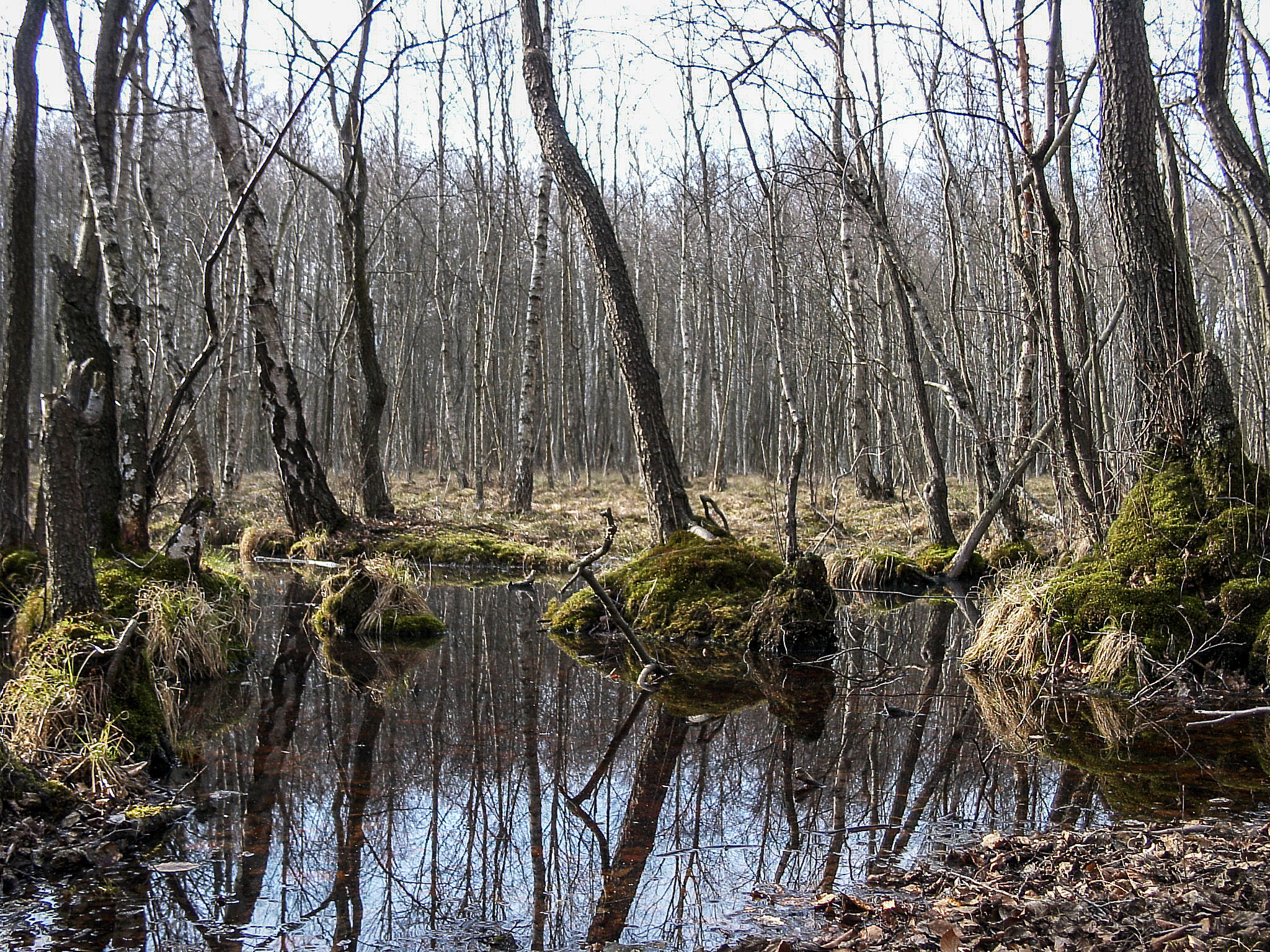
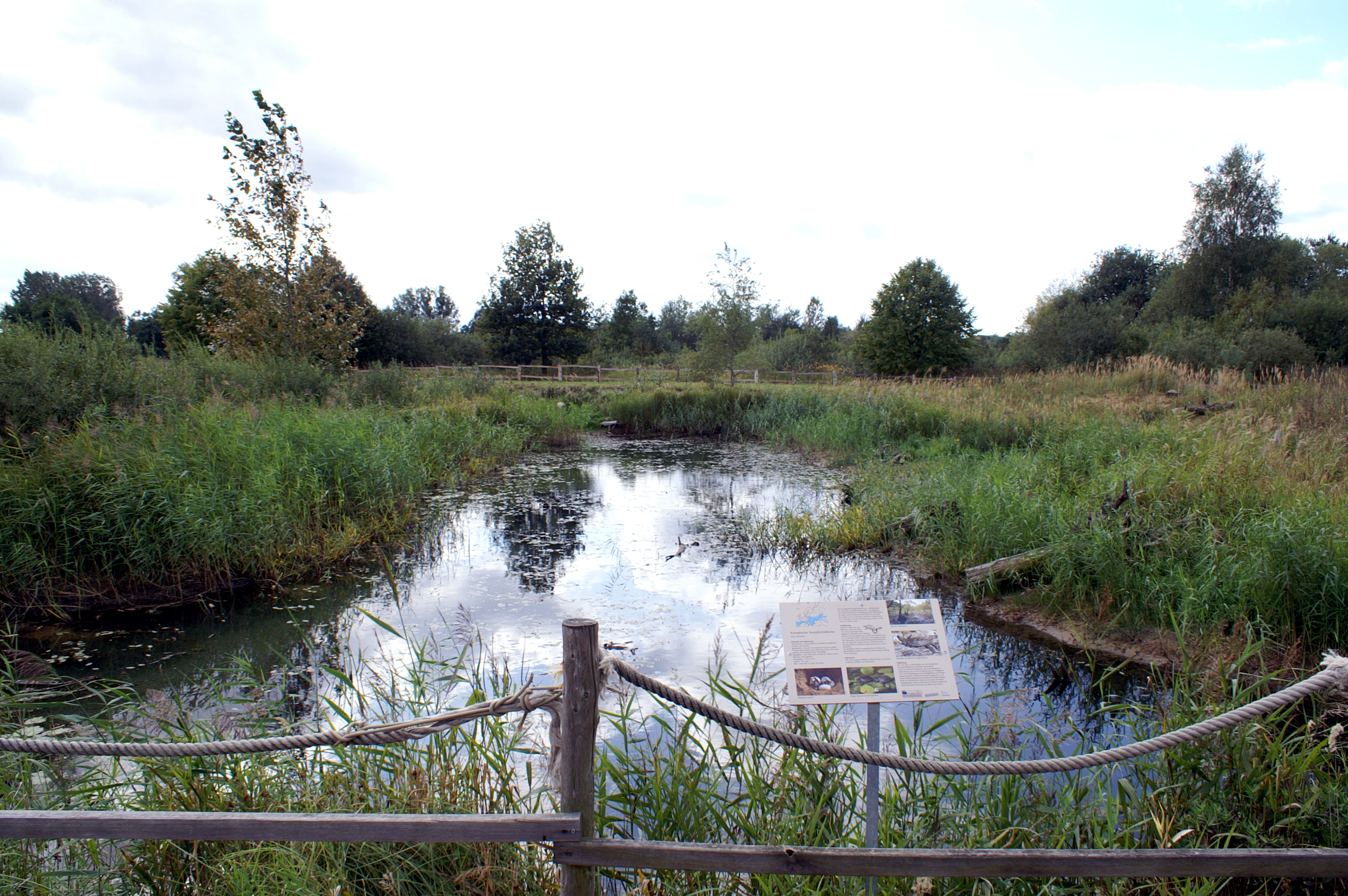
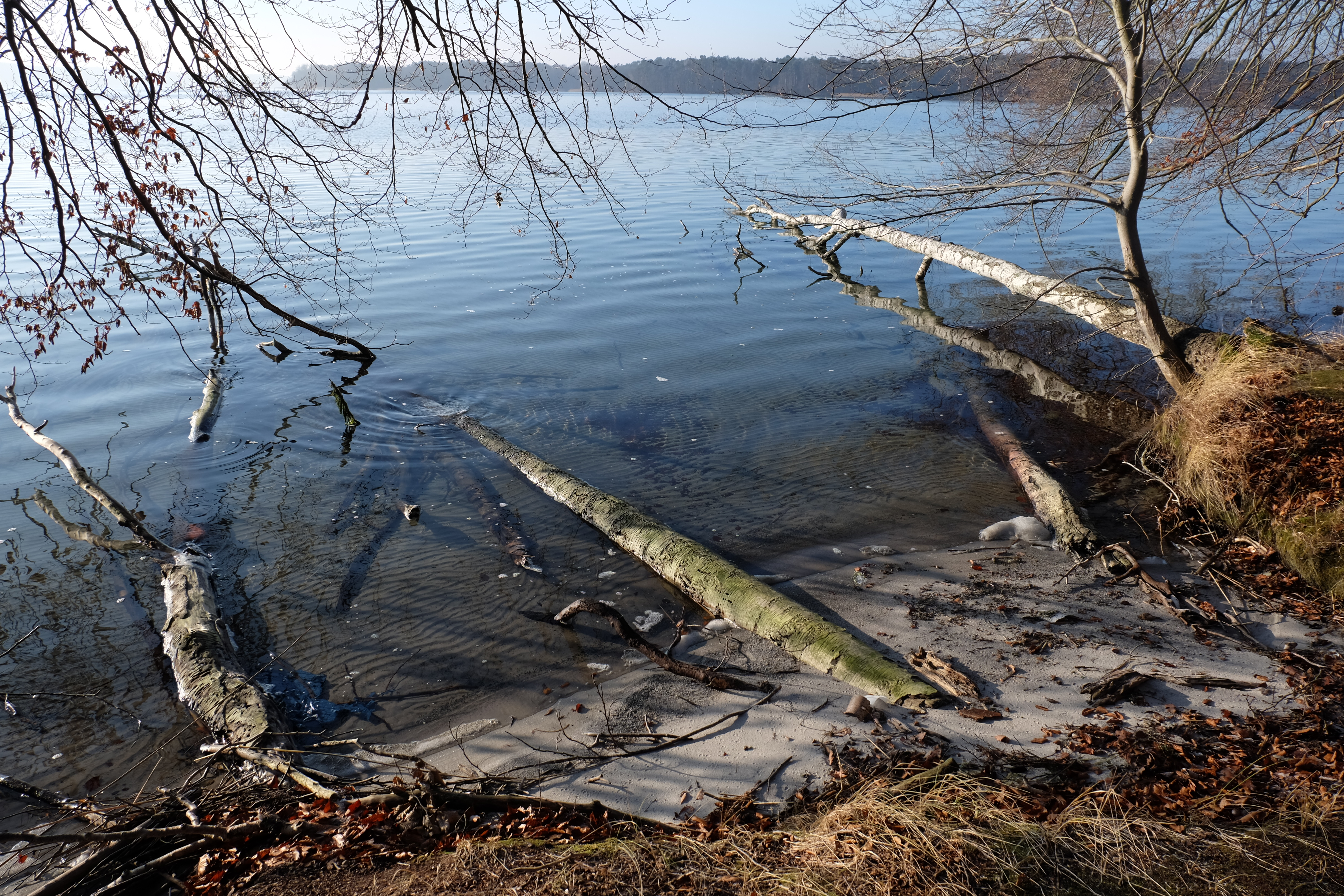
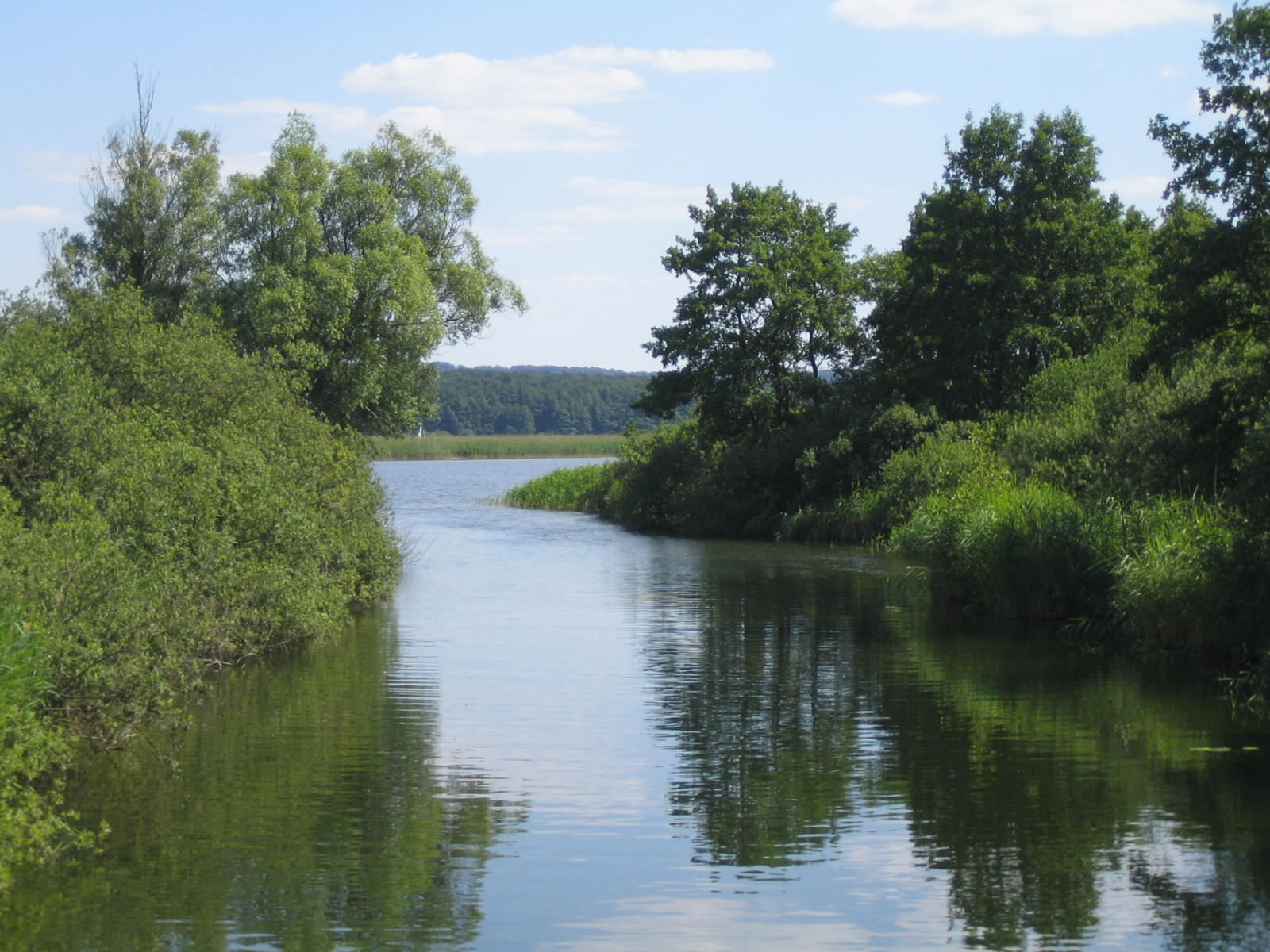
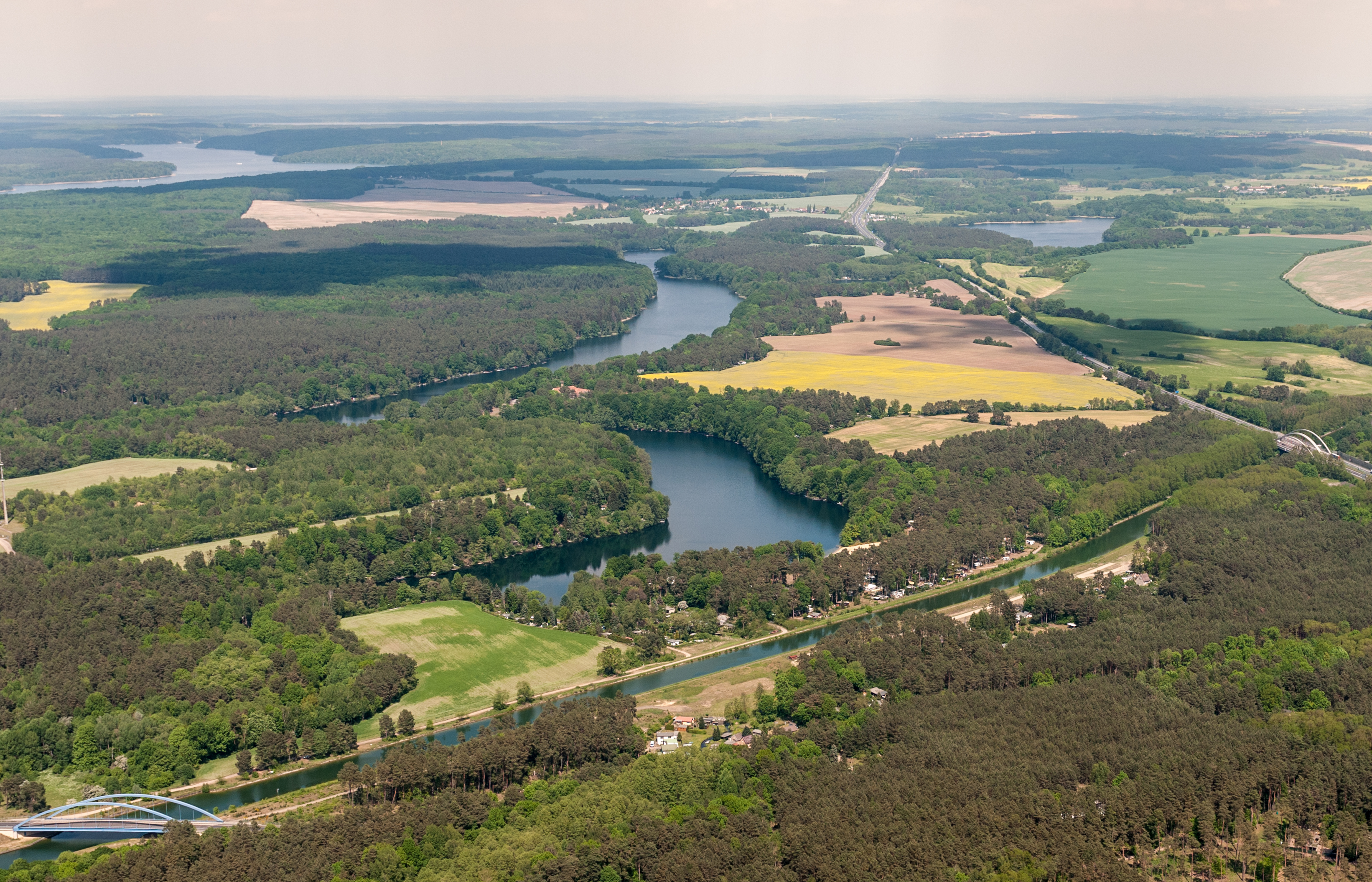